# Nizar Ben Nasra
Nizar Ben Nasra (* 2. August 1987 in Tunesien) ist ein tunesisch-österreichischer Fußballspieler auf der Position eines Mittelfeldspielers. Zurzeit spielt er für die Banga Gargždai.

## Karriere

### Jugend
Ben Nasra, der in seinem Heimatland Tunesien aufwuchs und erst im Jugendalter mit seinen Eltern nach Österreich zog, begann in Österreich seine aktive Karriere als Fußballspieler Ende Oktober 2003 im Nachwuchs des SC Wolkersdorf. Beim Verein aus dem niederösterreichischen Weinviertel hielt es ihn jedoch nicht lange, denn schon im Juli des darauffolgenden Jahres transferierte er in die Jugendabteilung des FC Admira Wacker Mödling.

### Vereinskarriere
Noch in derselben Saison, der Spielzeit 2004/05, gab Ben Nasra sein Teamdebüt für die Amateure der Admira, welchen ihren Spielbetrieb in der drittklassigen Regionalliga Ost haben. So gab er am 3. Juni 2005 im Alter von 17 Jahren sein Regionalligadebüt, als er bei der 0:2-Heimniederlage gegen den Wiener Sportklub in der 77. Spielminute für den gleichaltrigen Daniel Poukar eingewechselt wurde.
In der Saison 2005/06 kam der gebürtige Tunesier zu weiteren acht Ligaeinsätzen und erzielte am 10. Juni 2006, rund ein Jahr nach seinem Teamdebüt, bei der 1:2-Auswärtsniederlage gegen den Kremser SC seinen ersten Treffer im Vereinsfußball.
Während der Spielzeit 2006/07 sollten weitere zehn Einsätze sowie zwei Tore für die Amateure der Südstädter folgen. Hinzu kamen jedoch auch sechs Meisterschaftsspiele, die er für die Profis der Admira, die ihren Spielbetrieb in der zweitklassigen Ersten Liga haben, absolvierte. Sein Profidebüt gab er 1. August 2006 bei der 0:2-Heimniederlage über den FC Lustenau 07, als er in der 74. Minute für den gleichaltrigen Markus Rainer ins Spiel kam. Nur drei Tage später erzielte der junge Mittelfeldakteur bei seinem zweiten Kurzeinsatz in der Ersten Liga das erste Profitor in seiner bisherigen Karriere. Mit seinem Abstaubertor in der 78. Minute ebnete er den Weg zum 2:1-Auswärtserfolg über die Kapfenberger SV. Nachdem er zu Beginn der Saison zu weiteren Einsätzen beim Profiteam gekommen war, stellte ihn der damalige Admira-Trainer Hubert Baumgartner zurück ins Amateur-Team.
Noch in der Winterpause der Saison 2007/08 wechselte Ben Nasra zum SV Horn, dessen Kampfmannschaft ihren Spielbetrieb ebenfalls in der drittklassigen Regionalliga Ost hat. Auch beim Verein aus Horn im Waldviertel kam er zu einer Reihe an Kurzeinsätzen. Elf Ligaeinsätzen standen zwei Einsätze im ÖFB-Cup 2007/08, der aufgrund der EM 2008 nur auf Amateurbasis durchgeführt wurde, gegenüber. Am Ende gewann Ben Nasra mit seiner Mannschaft den Bewerb und kam außerdem in einem der beiden Finalspiele zum Einsatz.
Als frischgebackener Cupsieger startete der gebürtige Tunesier in die Saison 2008/09 und kam dabei zu einer ganzen Stafette an Kurzeinsätzen. Insgesamt kam er während der Saison zu 27 Ligaeinsätzen, wobei er in 26 Spielen eingewechselt wurde. Bei einer einzigen Partie spielte er volle 78 Minuten durch und wurde danach ausgewechselt. Nachdem er beim SV Horn meist nie über die Joker-Rolle hinauskam, versuchte der junge Mittelfeldakteur sein Glück bei einem anderen Verein.
So kam es, dass Ben Nasra einen Vertrag (ein Jahr + Option auf ein weiteres Jahr) bei den Amateuren des FK Austria Wien mit Spielbetrieb in der Ersten Liga unterschrieb. Bei den Amas kam er bis dato  zu insgesamt sieben Ligaspielen, davon sechs Kurzeinsätze.

### International
Internationale Bekanntschaft machte Ben Nasra bereits mit der U-19-Auswahl seines Geburtslandes Tunesien. Weiters wurde er in die U-20-Nationalmannschaft seines Heimatlandes berufen.

## Erfolge
- 1× Österreichischer (Amateur-)Pokalsieger: 2007/08
- 1× Vizemeister der Regionalliga Ost: 2008/09